# Балаев, Геннадий Николаевич
Геннадий Николаевич Балаев (24 июля 1940, Актюбинск, Казахская ССР, СССР) — советский и казахский актёр театра и кино. Заслуженный артист Казахстана, кавалер ордена «Парасат» (2020).

## Биография
Родился 24 июля 1940 года в городе Актюбинске. 
Отец — Балаев Николай Димитриевич,  народный артист Узбекской ССР (1964).
Мать — Соколова Евгения Ивановна, народная артистка Узбекской ССР (1979). 
В 1957 году окончил Самаркандское государственное музыкальное училище (специальности: преподаватель детской музыкальной школы, концертмейстер, пианист), а в 1962 году — Самаркандский филиал Ташкентского государственного института театра и кино (актер театра и кино); три курса Ташкентской государственной консерватории по классу фортепиано, курс Рудольфа Керера.
С 1966 по 1967 год — актёр Самаркандского русского драматического театра имени А. П. Чехова.
С 1967 по 1971 год — актёр Приморского драматического театра имени Горького во Владивостоке.
С 1971 года по настоящее время — один из ведущих актёров алма-атинского Национального академического русского театра драмы имени М. Ю. Лермонтова, на сцене которого сыграл за эти годы более 100 главных ролей.

## Творчество

### Роли в театре
- «На дне» — Актёр
- «Пока она умирала» — Игорь
- «Танго» — Стомиль
- «Тот, кто получает пощечины» — Тот
- «Отдам в хорошие руки добрую старую собаку (Воробышек)» — Гриша
- «Король Лир» — Герцог Бургундский
- «Свадьба Кречинского» — Кречинский
- «Кин IV» — Кин
- «Снегурочка. Не сказка» — Бермята
- «Много шума из ничего» — Антонио
- «Филумена» — Доменико Сориано
- «Уроки французского» — Жозеф
- «Чайка» — Евгений Сергеевич Дорн, врач
- «Ревизор» — Добчинский
- "Жизнь таки прекрасна (Из жизни ископаемых)" - Мелвин
- "Тот самый Мюнхгаузен" - Пастор

### Роли в кино
- «Перекличка» («Таджикфильм», 1965) — капитан Лунин
- «Чокан Валиханов» (телесериал, «Мосфильм», 1983, 1984) — начальник кадетского корпуса
- «Саранча» (телесериал, «Казахфильм», 2001—2003) — Гордей, вор в законе
- «Толобайки» (юмористическая передача)
- «Груз 001», другое название — «Урановый тайфун» (сериал, «Казахфильм», 2011)

## Награды и звания
- Указом президента Республики Казахстан от 25 августа 2020 года награждён орденом «Парасат» — за большой вклад в развитие отечественной культуры и искусства, многолетнюю плодотворную деятельность и в связи с 80-летием со дня рождения[2][3].
- Заслуженный артист Казахстана — за заслуги в кино- и театральном искусстве[4][5].
- Медаль «10 лет независимости Республики Казахстан» (2001).
- Медаль «За трудовое отличие» (Казахстан) (декабрь, 2003 года)[6].
- Награждён благодарственным письмом Первого Президента Республики Казахстан.
- Правительственные и юбилейные медали Республики Казахстан и др.